# Sviatoslav Podgaïevski
Sviatoslav Iourievitch Podgaïevski (en russe : Святослав Юрьевич Подгаевский), né le 8 février 1983 à Moscou en Union soviétique, est un réalisateur et scénariste russe. 

## Filmographie non exhaustive
- 2014 : La Tour du diable (ru) (Владение 18)
- 2015 : La Dame de pique : le Rituel noir (ru) (Пиковая дама: Чёрный обряд)
- 2017 : The Bride (ru) (Невеста)
- 2018 : Mermaid, le lac des âmes perdues (Русалка. Озеро мёртвых)
- 2020 : Baba Yaga : La Forêt des damnés (Яга. Кошмар тёмного леса)
- 2021 : Pichtcheblok (Пищеблок)